# Freedom (Californie)
Freedom est une census-designated place du comté de Santa Cruz, dans l'État de Californie, aux États-Unis,. En 2020, elle compte une population de 3 835 habitants.